# Schilfermijt
Schilfermijten zijn een groep parasitaire mijten die behoren tot het geslacht Cheyletiella, de bekendste soort is Cheyletiella yasguri. De mijt leeft op het huidoppervlak van honden, katten, konijnen en hazen. De parasiet is bij direct en indirect contact overdraagbaar, ook voor mensen. De mijt wordt ook wel walking dandruff (wandelende roos) genoemd, omdat men de huidschilfers kan waarnemen die door de mijt getransporteerd worden.
De schilfermijt is tot 0,4 mm groot en heeft acht poten die eindigen in tarci met haakjes. De mijt leeft 21 dagen en sterft zonder gastheer binnen tien dagen. De parasiet is zeer gevoelig voor anti-vlomiddelen.
Besmette dieren kunnen last krijgen van hevige jeuk en verlies van haar maar symptomen kunnen ook uitblijven. Omdat de mens een ongebruikelijke gastheer is voor de schilfermijt zullen de symptomen meestal na enkele weken verdwijnen. De mijt kan de mens wel bijten maar kan op de menselijke huid niet overleven, dit in tegenstelling tot andere mijten zoals de schurftmijt.